# Usina Hidrelétrica de Foz do Areia
A U.H. de Foz do Areia (oficialmente U.H. Governador Bento Munhoz da Rocha Netto) é uma usina hidrelétrica (U.H.) brasileira localizada no município de Pinhão no estado do Paraná.

## Características
O projeto hidrelétrico Foz do Areia foi implantado com dois objetivos de igual importância. O primeiro corresponde à criação de um grande reservatório regulador de vazões a montante dos demais projetos executados no rio Iguaçu. E o segundo, ao de geração de energia elétrica com potência instalada de 2.500 MW. No local do projeto a bacia drenada é de 29.800 km² e a vazão média natural e de 544 m³/s.
O projeto inclui uma barragem de enrocamento compactado, impermeabilizada por face de concreto. Esta solução foi imposta pela falta no local de argila que pudesse ser usada como núcleo, e também porque o regime pluvial não permitia um cronograma de construção flexível se fosse adotado o uso de argila, uma vez que o avanço das escavações e a construção da parte de enrocamento ficariam dependentes do avanço do núcleo de argila.
O vertedouro está localizado na margem esquerda e a Casa de Força e suas obras de adução e saída estão localizadas na margem direita. Para construir a barragem, o rio foi desviado por meio de túneis de desvio e ensecadeiras.
O vertedouro é do tipo de superfície, controlado por quatro comportas.
A subestação e do tipo abrigada, compacta, isolamento SF 6, próxima da Casa de Força. Além dessas obras foram construídos acampamentos, pontes, aeroporto e estradas de acesso.

## Dados técnicos

### Hidrologia
Coordenadas geográficas  26° 0'35.40" sul / 51°39'44.39" oeste
Bacia hidrográfica drenada 29.800 km²
Vazão média de longo prazo (1931 - 1975) 544 m³/s

### Geologia
0 local é formado por camadas basálticas regulares e quase horizontais. Cinco camadas aparecem entre as cotas 550 e 750, cada uma delas formadas principalmente por basaltos maciços.

### Reservatório
Nível máximo operacional 744,0 m; 
Nível máximo excepcional 745,5 m;
Nível mínimo operacional 698,0 m;
Volume total 8,300.000.000 m³ 
Volume útil 5,600.000.000 m³
Comprimento aproximado 100 km
Área inundada 167 km²

### Canal de Fuga
Nível máximo normal 607,0 m
Nível máximo excepcional 617,5 m
Nível médio normal 605,0 m
Nível mínimo normal 602,0 m

### Barragem principal
Enrocamento compactado com face de concreto
Altura máxima 160 m
Comprimento da crista 828 m
Largura da crista  12 m
Largura máxima na fundação 400 m
Volume total do enrocamento 13.340.000 m³
Volume nominal 100.260 m³
Volume total de concreto 81.150 m³

### Desvio do rio durante a construção
Fase 1: 
Construção dos túneis de desvio na margem direita. 
Características dos túneis: 
- quantidade 2
- diâmetro 12,0 m
- comprimento,túnel n.° 1 568,0 m
- comprimento,túnel n.° 2 586,0 m
- material de proteção concreto projetado (parcial) 
Fase 2:
Construção das ensecadeiras e desvio do rio através dos túneis; construção da barragem:
- vazão máxima de projeto 7.700 m³/s (500 anos)
Fase 3:
Fechamento dos túneis e armazenamento de água no reservatório.

### Vertedouro
Tipo de superfície controlado por comportas; estrutura de concreto armado com crista, pilares, ponte, canal e defletor.
Comprimento total 400 m
Altura máxima acima da fundação 30 m
Largura de cada comporta 14,5 m
Quantidade de comportas 4 
Altura de cada comporta 18.5 m
Capacidade máxima de descarga 11.000 m³/s

### Canal de adução
Comprimento  400 m
Largura do fundo 90 m 

### Tomada de água
Estrutura de concreto armado apoiada em rocha
Comprimento 108 m
Altura máxima 70 m
Comportas:

### Comportas
- tipo plana
- quantidade 4
- dimensões 7,4 x 7,4 m

### Túneis forçado
Escavados na rocha, revestidos de concreto armado e armação metálica nos últimos 50 metros. 
Quantidade de condutos 6
Comprimento médio 217 m
Diâmetro:  
- trecho sem armadura  7,40 m
- trecho com armadura  7,00 m 

### Casa de força
Tipo semi-abrigada
Potencia máxima: 
- instalação inicial:
4 unidades de 418,5 MW 1.674,0 MW
- instalação final: 
6 unidades de 418,5 MW. 2.511,0 MW
Capacidade máxima da ponte rolante 800 ton.
Capacidade da ponte auxiliar 50 ton.

### Subestação
Tipo  externa, blindada, isolamento SF 6 
Tensão máxima de operação 550 kV
Nível básico de isolamento 1.550 kV
Corrente nominal 3.000 A
Quantidade de disjuntores 10
Capacidade de interrupção 50 k
A Quantidade de transformadores monofásicos 19
Potência de cada transformador 155 MVA 
Tensão 16,5 - 552/ V3 kV

### Turbinas
Tipo  Francis, eixo vertical
Potência máxima 585.000 CV
Queda nominal 120 m
Queda máxima 135 m
Vazão nominal 304 m³/s
Vazão máxima  349 m³/s
Velocidade sincrona 126 rpm
Rotor:
- Diâmetro máximo 6.024 mm
- Altura 2.615 mm
- Peso 120 ton

### Geradores
Tipo Umbrella, trifásico
Potência nominal  415.000 kVA
Elevação de temperatura acima de 40 °C ambiente 80 °C
Fator de potência 0,9
Tensão nominal  16,5 kV
Freqüência 60 Hz

### Quantidades principais
Escavação comum 10.461.000 m³
Escavação em rocha (superficial) 14.631.000 m³
Escavação em rocha (túneis) 245.000 m³
Enrocamento 13.314.000 m³
Concreto (todas as estruturas) 584.000 m³